# Beethoven (serie animata)
Beethoven è una serie televisiva d'animazione prodotta dalla Universal Cartoon Studios e Northern Lights Entertainment, basata sul film Beethoven. In Italia è stata trasmessa sulle reti Mediaset.

## Trama
La famiglia Newton è composta dai coniugi George e Alice, dai figli Ryce, Ted e Emily, dal cane di San Bernardo Beethoven e dal porcellino d'India Mr. Huggs. La serie in generale racconta le avventure di Beethoven con i suoi amici Sparky, Ginger e Ceasar e con la famiglia Newton. In questa serie, a differenza dei film, Beethoven e gli altri animali parlano.

## Personaggi e doppiatori
| Personaggio   | Doppiatore originale | Doppiatore italiano      |
| ------------- | -------------------- | ------------------------ |
| Beethoven     | Joel Murray          | Tony Fuochi              |
| George Newton | Dean Jones           | Luca Semeraro            |
| Alice Newton  | Tress MacNeille      | Patrizia Salmoiraghi     |
| Ryce Newton   | Nicholle Tom         | Emanuela Pacotto         |
| Ted Newton    | J.D. Daniels         | Irene Scalzo             |
| Emily Newton  | Kath Soucie          | Roberta Gallina Laurenti |
| Ginger        | Tress MacNeille      | Marina Thovez            |
| Sparky        | Joe Pantoliano       | Diego Sabre              |
| Ceasar        | Bill Fagerbakke      | Riccardo Peroni          |
| Mr. Huggs     | Brian George         | Aldo Stella              |
| Mouser        | Maurice LaMarche     | Ivo De Palma             |

## Episodi
1. Buon vecchio caro George / L'accalappiacani (Good Old George / The Pound)
2. Sogni di cane / Il buono il cattivo il barboncino (Dog Dreams / The Good, the Bad, and the Poodle)
3. L'esperimento / Una fatica incredibilmente inutile (The Experiment / The Incredibly Pointless Journey)
4. Il cane da guardia / La folle avventura di Mr. Huggs (The Guard Dog / Mr. Huggs' Wild Ride)
5. Zuffa felina / Fuga dall'asilo (Cat Fight / The Kindergarten Caper)
6. Il regno dei roditori / Uno psichiatra per George (The Gopher Who Would Be King / Pet Psychiatrist)
7. Cyrano de Beethoven / La cometa postino (Cyrano de Beethoven / The Mailman Cometh)
8. Un gatto di nome Rover / Beethoven si mette a dieta (A Cat Named Rover / The Dog Must Diet)
9. Cani e motori, guai e dolori / Il collare di Sparky (Car Trouble / The Mighty Cone-Dog)
10. Una peste di cucciolo / Il giornale di George (Puppy Time / The Morning Paper)
11. Il ciambellone / L'assalto delle pulci (The Big One / Fleas!)
12. Profumo di rivale / Tutti alla fattoria (Scent of a Mutt / Down on the Farm)
13. Caccia alla balena bianca / Un week-end troppo lungo (Trash Island / Long Weekend)

## Sigla
La sigla italiana, musica di Franco Fasano, testo di Alessandra Valeri Manera, è cantata da Cristina D'Avena, con la partecipazione di Pietro Ubaldi e il coro dei Piccoli Cantori di Milano.